# Jean-Baptiste Gourinat
Jean-Baptiste Gourinat (* 19. Juli 1964 in Nizza) ist ein französischer Philosophiehistoriker auf dem Gebiet der antiken Philosophie.
Nach dem Besuch des Lycée Thiers in Marseille hat Gourinat von 1985 bis 1990 die École normale supérieure de la rue d’Ulm absolviert. 1988 bestand er die Agrégation (Staatsprüfung für das höhere Lehramt) im Fach Philosophie, 1993 wurde er mit einer Dissertation La dialectique des stoïciens zum docteur in Philosophie promoviert. 1997 wurde er Mitarbeiter des Centre national de la recherche scientifique. 2006 erwarb er die Habilitation à diriger des recherches mit einer Schrift Ratio disserendi. La place et le rôle de la dialectique et de la logique dans la philosophie antique. 2008 wurde er directeur de recherche im CNRS. 2006 war er bereits stellvertretender Direktor des Centre Léon Robin geworden, seit 2012 leitet er es mit Marwan Rashed als Stellvertreter.
Gourinat arbeitet vor allem zur Geschichte der Logik und Dialektik in der Antike und zur Stoa, aber auch zu Sokrates, Platon, Aristoteles und zur Lemberg-Warschau-Schule.

## Schriften (Auswahl)
Monographien
- Les stoïciens et l’âme. PUF, Paris 1996; 2., durchgesehene und aktualisierte Auflage Vrin, Paris 2017.
  - Griechische Übersetzung: Athen 1999.
- Premières leçons sur le Manuel d’Épictète. PUF, Paris 1998.
- La dialectique des stoïciens (Histoire des doctrines de l’Antiquité classique). Vrin, Paris 2000 (= Dissertation).
- Le stoïcisme (= Que sais-je ?). PUF, Paris 2007, 5. Auflage 2017.
  - Kroatische, koreanische und japanische Übersetzung.
- Plotin, Traité 20: Sur la dialectique. Traduction et commentaire. Vrin, Paris 2016.

Herausgeberschaften
- Socrate et les Socratiques. Études sous la direction de Gilbert Romeyer-Dherbey, éditées par Jean-Baptiste Gourinat (Bibliothèque d’Histoire de la Philosophie). Vrin, Paris 2001.
- Les stoïciens. Études sous la direction de Gilbert Romeyer-Dherbey, éditées par Jean-Baptiste Gourinat. Vrin, Paris 2005.
- Lire les stoïciens. Sous la direction de Jean-Baptiste Gourinat et Jonathan Barnes. PUF, Paris 2009.
  - Portugiesische Übersetzung: São Paulo 2013.
- L’éthique du stoïcien Hiéroclès. Édité par Jean-Baptiste Gourinat, in: Philosophie antique, Hors-série, 2016.
- Logique et dialectique dans l’Antiquité. Édité par Jean-Baptiste Gourinat et J. Lemaire. Vrin, Paris 2016.